# Rakovac (Novi Pazar)
Rakovac (szerbül: Раковац), település Szerbiában, a Raškai körzet Novi Pazar községében.

## Népesség
- 1948-ban 70 lakosa volt.
- 1953-ban 76 lakosa volt.
- 1961-ben 75 lakosa volt.
- 1971-ben 51 lakosa volt.
- 1981-ben 43 lakosa volt.
- 1991-ben 34 lakosa volt.
- 2002-ben 21 lakosa volt, akik mindannyian szerbek.